# Ludwig Yorck von Wartenburg
Johann David Ludwig Yorck von Wartenburg (26 septembre 1759 - 4 octobre 1830), connu aussi sous le nom de Ludwig Yorck, est un général prussien d'ascendance cachoube, fondateur de la branche des comtes Yorck von Wartenburg. Il reste dans l’histoire comme le signataire de la Convention de Tauroggen (30 décembre 1812), qui marque le retournement d'alliance de la Prusse contre Napoléon Ier.

## Famille

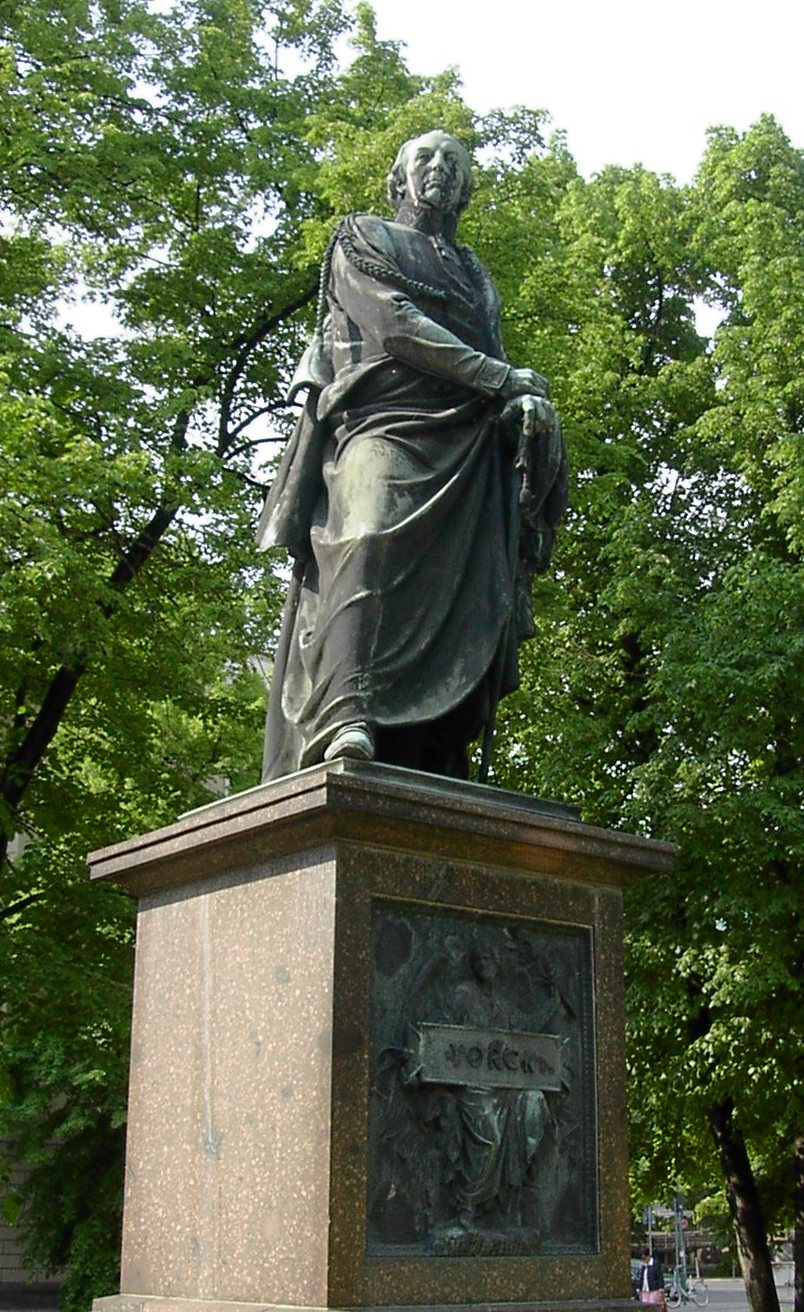
Statue de Yorck à Berlin.

Son père, David Jonathan Jark von Gostowski, né le 7 juillet 1721 à Rowe, dans l'arrondissement de Stolp, en province de Poméranie, était capitaine dans une compagnie d'infanterie de l'armée de Frédéric le Grand. Il était né hors mariage. La mère de ce dernier, Marie-Sophie Pflug, était la fille d'un artisan de Potsdam. Le grand-père du père de Ludwig Yorck, Johann Jarken, était pasteur à Rowe, et demeurait dans son domaine de Gostow (d'où le nom Gostowski). Son nom de famille, Jark, se modifia sur les registres de l'époque en Yorck.

## Biographie
Yorck devint junker à l'âge de treize ans dans un régiment d'infanterie de l'armée prussienne, et lieutenant en second en 1777. Il fut incarcéré en 1780 pour insubordination, car il avait critiqué les méthodes de recrutement de son capitaine pendant la guerre de Succession de Bavière, qui avait conduit celui-ci à des malversations financières. À sa sortie de la citadelle de Fort Groß Friedrichsburg, à Königsberg, Yorck ne put réintégrer l'armée prussienne. Il s'engagea donc dans l'armée des Provinces-Unies et devint capitaine du régiment de Meuron.
Il combat avec ses troupes jusqu'au Cap (aujourd'hui en Afrique du Sud) afin de soutenir les Français en 1782-1783 contre les Anglais lors de la Guerre d'indépendance des États-Unis. Il retourne à Potsdam en 1786, et peut ensuite réintégrer l'armée prussienne. Frédéric-Guillaume II lui donne une compagnie et le fait capitaine par lettres patentes en mai 1787. Il devient officier supérieur en 1792, et, après la bataille de Pologne de 1794-1795, commandant de bataillon. En 1799, il est commandant d'un régiment de chasseurs à pied, dont il devient le colonel en 1805. Il défend les troupes du duc de Weimar pendant la guerre contre Napoléon Ier, mais, battu, il doit se replier vers le Harz, puis rejoindre les troupes de Blücher. Il est fait prisonnier par les Français à Lübeck en novembre 1806, puis échangé au printemps suivant contre un général français prisonnier. Il part alors pour Koenigsberg, en Prusse-Orientale, où le roi Frédéric-Guillaume III s'était réfugié. Il est nommé général et décoré de l'ordre Pour le Mérite. Le désastre allemand de la bataille d'Iéna lui avait fait prendre conscience du retard socio-économique et militaire des diverses principautés et souverainetés allemandes. Il s'applique alors à la modernisation de son armée, alors que les armées napoléoniennes bouleversent le paysage européen, tandis que le Saint-Empire romain germanique est aboli et la confédération du Rhin créée comme satellite de la France. Il devient gouverneur général militaire de la Prusse-Occidentale et de la Prusse-Orientale.

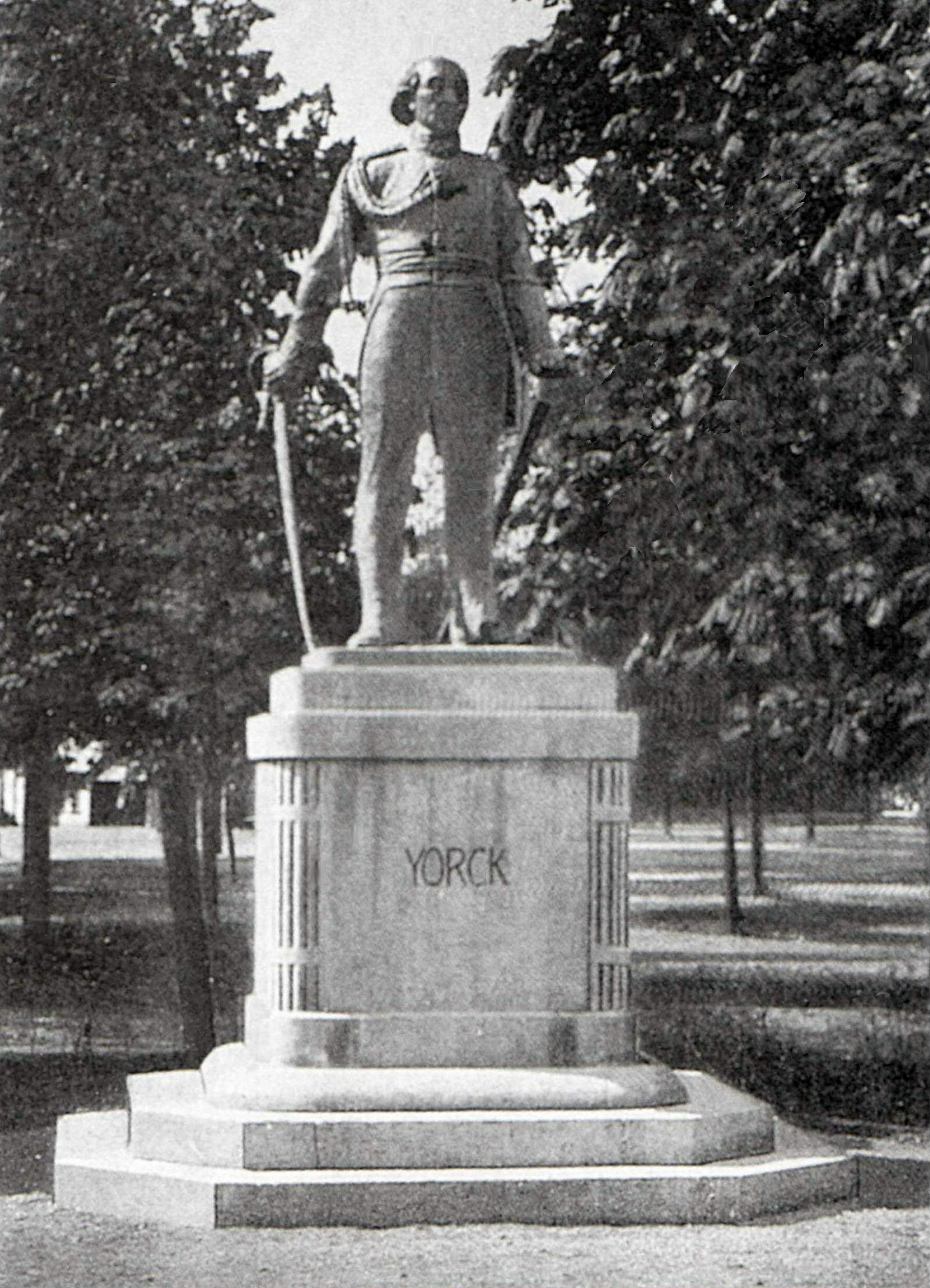
Statue (aujourd'hui disparue) de Yorck von Wartenburg à Königsberg, œuvre de Walter Rosenberg.

Il commandait, en 1812, les 20 000 hommes du corps auxiliaire de la Prusse, alors alliée plus ou moins contrainte de la France. Il quitte alors l'armée du maréchal français Macdonald, dont il formait l’arrière-garde, pour signer avec les Russes, à Tauroggen, une convention de neutralité, le 30 décembre 1812,, peut-être selon un ordre secret du roi de Prusse Frédéric-Guillaume III. Qu'il ait ou non donné cet ordre, ce dernier réalise rapidement le parti qu’il peut en tirer, donnant ainsi le signal du retournement des Prussiens contre la Grande Armée, qui battait en retraite après la Bérézina et la bataille de la Moskova. Toujours est-il qu'en attendant, le roi dénonce cette convention, et démet Yorck qui est jugé par contumace en cour martiale. Lorsque Frédéric-Guillaume déclare la guerre à Napoléon, le 17 mars 1813, Yorck, gracié, fait une entrée triomphale à Berlin avec ses troupes.

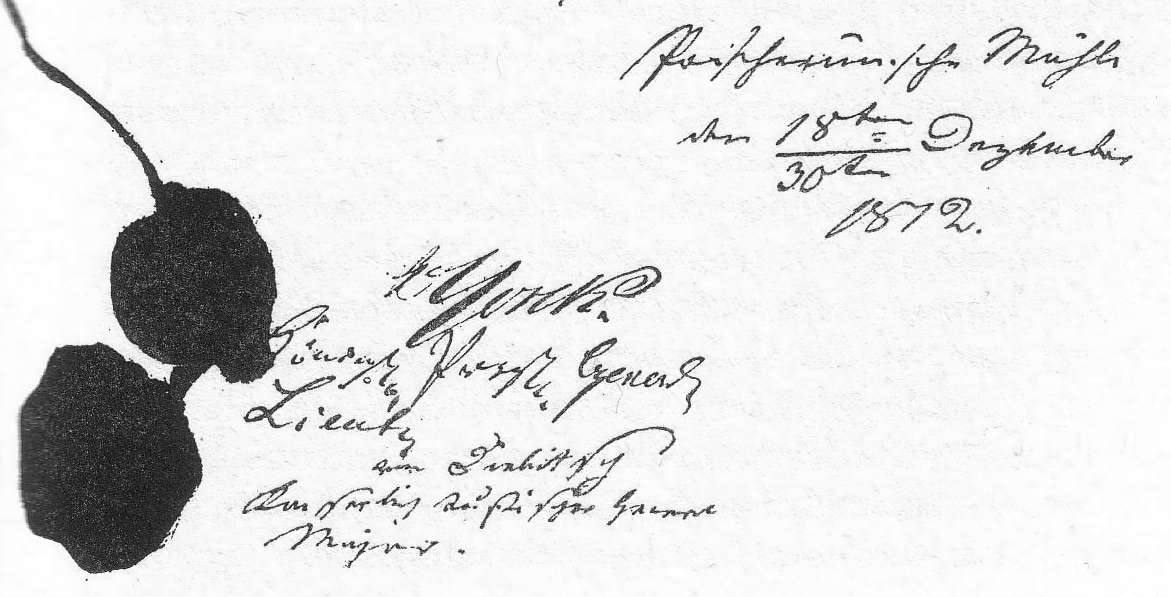
Signature de Ludwig Yorck von Wartenburg sur le texte d'origine de la convention de Tauroggen.

Il s'illustre alors dans la défense des Russo-Prussiens contre les Français et leurs alliés de Saxe, de Bade, du Wurtemberg, etc. Il couvre Blücher dans sa retraite après la bataille de Bautzen, et joue un rôle décisif dans la bataille de la Katzbach. C'est surtout devant Wartenburg, près de l'Elbe, le 3 octobre 1813, qu'il se distingue : en effet, Blücher, avec 60 000 hommes, vainc 16 000 Français et alliés de l'armée du général Bertrand (qui perdirent 500 hommes, contre dix fois plus pour les Prussiens). Après cette bataille, le général Yorck est fait comte de Wartenburg en mars 1814, et devient donc général-comte Yorck von Wartenburg. Il reçoit aussi de la part de l'empereur Alexandre Ier de Russie l'ordre de Saint-Georges. Plus tard, le nouveau comte se voit gratifié du domaine de Klein Öls, près de Breslau, en Silésie, que le roi de Prusse avait nationalisé après la sécularisation des biens de l'ordre de Malte, auquel il appartenait.
Il est fait général d'infanterie, et participe à la campagne de France. Il franchit le Rhin, s'illustre, avec les Russes, à la bataille de Montmirail en 1814, défait l'armée napoléonienne à Laon le 9 mars et entre dans Paris à la suite de la bataille de Paris du 30 mars 1814. La population parisienne est alors lasse des guerres napoléoniennes, et observe avec curiosité ces étrangers qui préparent le retour des Bourbons.
Le général-comte est fait grand-croix de l'ordre de la croix de fer le lendemain, le 31 mars 1814.
Pendant la campagne de 1815, il commande le Ve Corps d'armée, qui se tenait en renfort dans la région de l'Elbe. Il demande à plusieurs reprises sa démission, sentant ses forces décliner. Cela ne lui est accordé qu'au bout d'un certain temps. Il est nommé Feld-maréchal en 1821. Il meurt dans son domaine de Silésie sur ce qui est aujourd'hui la commune de Oleśnica Mała en 1830.

## Hommages
Yorck fut honoré comme un héros national par les Prussiens ainsi que par les patriotes et nationalistes allemands. Une statue le représentant se trouve à Berlin, Unter den Linden, et une rue lui est dédiée (Yorckstraße). Un croiseur cuirassé de classe Roon fut baptisé SMS Yorck ; lancé en mai 1904, il coula en entrant dans un champ de mines allemandes le 4 novembre 1914.
Ludwig van Beethoven a composé Yorckscher Marsch à la gloire du maréchal Yorck. Cette marche est très fréquemment interprétée par les musiques militaires allemandes.